# Сімоне Веньєр
Сімоне Веньєр  (італ. Simone Venier, 26 серпня 1984) — італійський веслувальник, олімпійський медаліст.

## Виступи на Олімпіадах
| Олімпіада  | Дисципліна     | Місце |
| ---------- | -------------- | ----- |
| Афіни 2004 | четвірка парна | 10    |
| Пекін 2008 | четвірка парна | 2     |